# Торгівля льодом

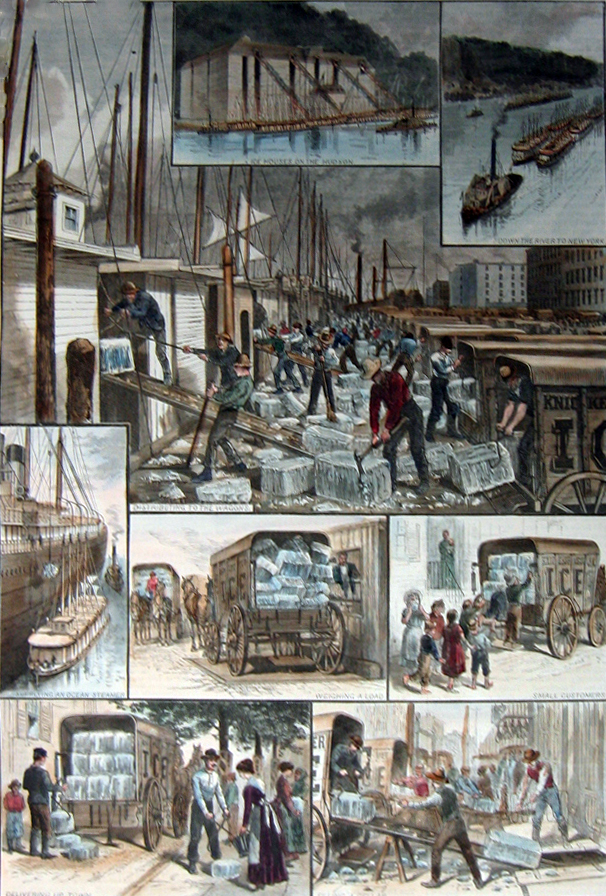
Торгівля льодом в Нью-Йорку XIX століття; зверху вниз: льодовики на річці Гудзон; льодові баржі на буксирі в Нью-Йорку; баржі розвантажуються; океанський пароплав з льодом підходить; лід зважують; маленьким дітям продають лід; продаж льоду у верхній частині міста більш багатим клієнтам; Малюнок Ф. Рея в Harper Weekly, 30 серпня 1884 року.

Торгівля льодом — сфера світової економіки, що існувала в XIX столітті, з центром на східному узбережжі Сполучених Штатів і в Норвегії, що включала масштабний збір, транспортування і реалізацію природного льоду для внутрішнього споживання і в комерційних цілях. Лід збирався з поверхні ставків і струмків, після чого зберігався в льодовнях, а потім прямував на кораблях, баржах або поїздах до місць призначення по всьому світу. Бригади, які займалися такою роботою, діставали з води великі шматки льоду, їх вага була від 50 до 100 фунтів. Мережі торгівлі, як правило, використовувалися для поширення продукту серед домогосподарств і невеликих комерційних організацій. Торгівля льодом зробила революцію в американській м'ясній, овочевій та фруктовій промисловостях, посприявши значному зростанню рибної промисловості і появі ряду нових напоїв і продуктів харчування.
Торгівлю льодом почав підприємець з Нової Англії Фредерік Тюдор в 1806 році. Тюдор почав постачати лід на французький острів Мартиніка в Карибському морі, сподіваючись продавати його там багатим представникам європейської еліти, використовуючи для зберігання льоду льодовню, яку він спеціально збудував. У наступні роки постачання льоду було розширено до Куби і півдня Сполучених Штатів, а до діяльності Тюдора приєдналися і інші торговці. Протягом 1830-х і 1840-х років торгівля льодом істотно розширилася — його почали доставляти в Англію, Індію, Південну Америку, Китай і Австралію.
З часом найбільшими споживачами льоду стали зростаючі міста на східному узбережжі США і підприємства Середнього Заходу Америки. Громадяни Нью-Йорка і Філадельфії ставали найбільшими споживачами льоду під час довгих спекотних літніх періодів, і для задоволення їх попиту додаткову кількість льоду видобували з річки Гудзон і в Мені. Лід почав використовуватися в рефрижераторних вагонах на залізницях, що дозволило виробникам м'яса з Чикаго і Цинциннаті здійснювати забій великої рогатої худоби на місці, відправляючи потім упаковане м'ясо на схід або реалізуючи його на внутрішніх або зарубіжних ринках. Застосування рефрижераторних автомобілів і кораблів дозволило створити національну овочеву і фруктову промисловість, тоді як раніше ці продукти споживалися тільки на місці. Американські та британські рибалки почали зберігати за допомогою льоду свої улови, що дозволило збільшити тривалість рейсів і обсяги самих уловів, а пивоварна промисловість почала функціонувати протягом всього року. Після того як американський експорт льоду зменшився після 1870 року великим гравцем на міжнародному ринку льоду стала Норвегія, доставляючи велика кількість льоду в Англію і Німеччину.
На своєму піку, в кінці XIX століття в торгівлі льодом в США були зайняті, за деякими оцінками, 90 000 людей, а капіталізація галузі досягала 28 мільйонів доларів (660 мільйонів доларів по курсу 2010 року), маючи спроможність зберігати до 250 000 тонн у кожній з льодовень; Норвегія експортувала мільйон тонн льоду в рік, завдяки мережі штучних озер. Однак поступово з'явилися фабрики, що виробляли штучний лід і здатних здійснювати механічне охолодження. Спочатку ненадійні і дорогі, фабрики по виробництву льоду незабаром почали успішно конкурувати з натуральним льодом в Австралії та Індії протягом 1850-х і 1870-х років відповідно, поки з початком Першої світової війни в 1914 році в США фабрики штучного льоду почали виробляти більше льоду, ніж збиралося натурального. В міжвоєнний період стався повний крах торгівлі льодом в усьому світі. Сьогодні натуральний лід іноді збирають для льодових скульптур і льодових фестивалів, але від промислової мережі льодовиків і спеціальних транспортних засобів, що існувала в XIX столітті, практично нічого не залишилося.

## Комерційне застосування
Торгівля льодом здійснила революцію у зберіганні та транспортуванні їжі. Хоча використання льоду для охолодження продуктів було відносно простим процесом, він вимагав значних експериментів, щоб створити ефективні та надійні методи контролю потоку теплого та холодного повітря в різних контейнерах та транспортних системах. На ранніх стадіях торгівлі льодом також існувала напруга між збереженням обмеженого постачання льоду, обмеженням потоку повітря над ним, і збереженням їжі, яка залежала від циркуляції повітря над льодом для створення більш холодних температур.
Ранні підходи до консервації харчових продуктів використовували варіанти традиційних холодних ящиків аби перевезти невеликі кількості продуктів на невеликі відстані до ринку. Томас Мур, інженер з Меріленда, винайшов ранній холодильник, який він запатентував у 1803 році; це була велика, ізольована дерев'яна коробка, з бляшаною ємністю з льодом нагорі. Цей холодильник в першу чергу спирався на просту ізоляцію, а не на вентиляцію, проте дизайн набув популярності серед фермерів та дрібних торговців. До 1830-х років переносні тумби-холодильники стали використовувати в торгівлі м'ясом, скориставшись збільшуваними запасами льоду, щоб використовувати вентиляцію для кращого збереження їжі. До 1840-х рр. Покращені запаси та розуміння важливості циркуляції повітря суттєво покращили процес охолодження